# Vallvidrera

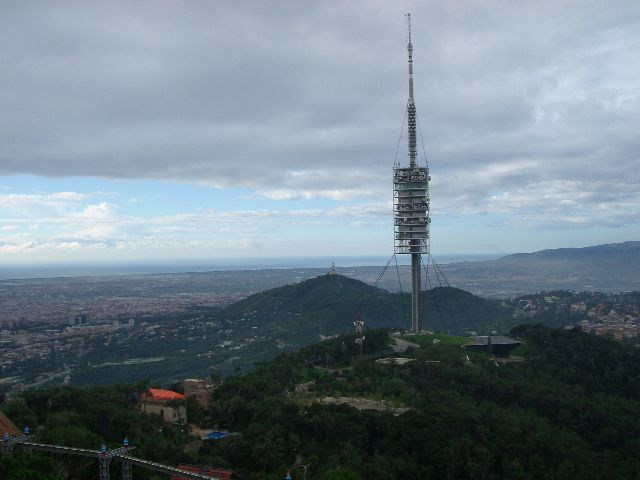
Vista panoràmica de la Torre de Collserola, i els cims de Sant Pere Màrtir i Turó d'en Cors, junt al barri de Vallvidrera des del cim del Tibidabo

Vallvidrera (possiblement de vallevitraria, per l'abundància de vitriaria) és un nucli de població que actualment forma part del districte de Sarrià - Sant Gervasi de Barcelona, concretament dins del barri de Vallvidrera, Tibidabo i les Planes. Originàriament va ésser un terme independent, l'any 1890 es va agregar al que era llavors municipi de Sant Vicenç de Sarrià, que en ser integrat a Barcelona el 1921, també va fer-hi entrar Vallvidrera.

## Emplaçament geogràfic
El seu nucli principal està situat al sud-est de la serra de Collserola sobre els colls de Vallvidrera (362 m) i de la Vinyassa (350 m), al mig de la carena que uneix els cims de Turó de la Vilana o Turó de Mont (438 m) i el Tibidabo (515 m) amb els de Turó d'en Cors (393 m) i Sant Pere Màrtir (384 m), davallant cap a l'oest fins als barris de les Planes, Mas Guimbau, Rectoret i Mas Sauró. Cap a la banda est de la carena en direcció a Barcelona s'estén fins als barris de Peu del Funicular i la Font del Mont.

## Història

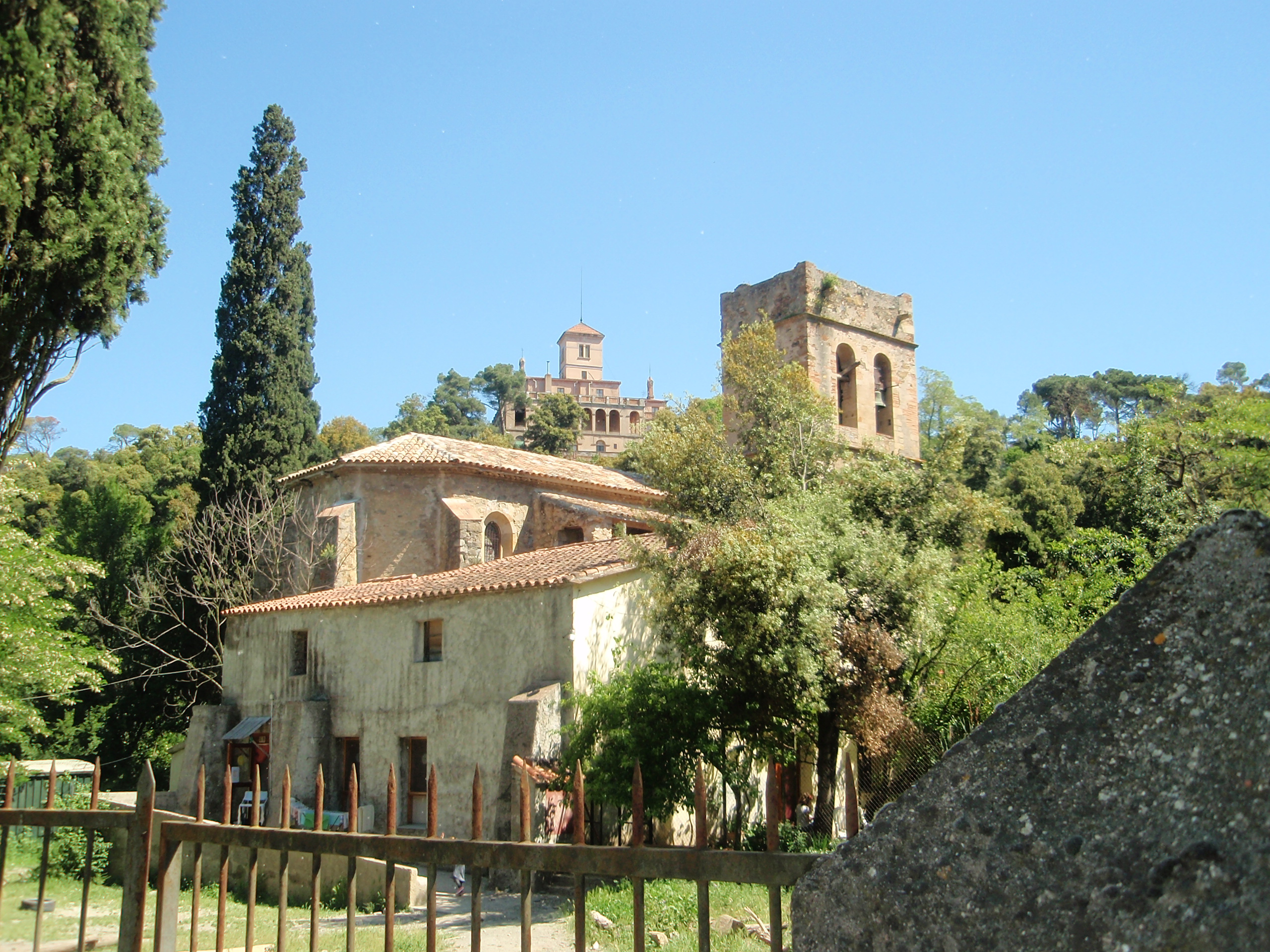
L'església de Santa Maria de Vallvidrera. Al fons, la Casa Museu Jacint Verdaguer

L'antic terme de Vallvidrera va estar vinculat estretament amb la seva església: Santa Maria de Vallvidrera. D'aquest temple es té la primera notícia registrada l'any 987 en un document on es refereix a l'església, pertanyent llavors a la parròquia de Valldoreix. En el segle xiii es constituí parròquia independent, aixecant-se l'actual edifici entre el 1570 i el 1587 seguint l'estil de gòtic tardà. Al segle xvii va ser restaurada i es va tancar al culte durant la Guerra Civil espanyola.
El 1355, la jurisdicció sobre Vallvidrera i Santa Creu d'Olorda fou venuda per Pere el Cerimoniós a Pere Desllor, i va retornar a la corona el 1385, aportant els habitants de Vallvidrera els diners necessaris. Sempre fou un nucli molt poc poblat i amb una població més aviat dispersa. A finals del segle xix es convertí en lloc d'estiueig per als barcelonins i es varen construir nombrosos edificis, així com alguns hotels. En 1864 es va inaugurar el pantà de Vallvidrera amb les funcions de reserva d'aigua potable per a l'aleshores municipi de Sarrià, i el 1906 el Funicular de Vallvidrera. El 1890 Vallvidrera va deixar de ser un municipi independent en agregar-se a Sarrià, que el 1921 es va incorporar a Barcelona.
La Vil·la Joana fou una de les masies més importants del terme. Documentada des del segle xvi, fou reformada a la fi del segle xix. L'any 1902 hi morí el poeta Jacint Verdaguer. El 1922 fou adqurida per l'Ajuntament de Barcelona, que la destinà a escola d'educació especial. Des del 1962 acull un museu dedicat a la memòria de Jacint Verdaguer que depèn del Museu d'Història de Barcelona.
El 1972 Elisa Moragas i Badia junts amb un grup de pares i de mestres hi crear l'escola Nabí, una escola catalana i progressista.
El 1991 es varen inaugurar els túnels de Vallvidrera que, travessant la serra de Collserola, uneixen la ciutat de Barcelona amb la comarca del Vallès Occidental.
L'any 2010, després de diverses discrepàncies sobre la gestió del barri per part de l'Ajuntament de Barcelona governat per Jordi Hereu, l'Associació de Veïns de Vallvidrera i l'Associació de Comerciants convocaren una consulta per a la independència de Vallvidrera respecte de Barcelona, una consulta no vinculant que se saldà amb un 98,05% dels votants a favor de la separació sobre un 40% de participació.
Aquest fet fou un gran esdeveniment mediàtic, fent que desenes de mitjans de tot Catalunya (i fins i tot estatals) s'interessessin per l'acte.